# 蘇貢達峰
46°30′36″N 9°43′30″E / 46.51000°N 9.72500°E
'（Piz Surgonda），是瑞士的山峰，位於該國東南部，由格勞賓登州負責管轄，屬於阿爾布拉山脈的一部分，海拔高度3,196米，每年平均降雨量1,693毫米。